# EV Lacertae
EV Lacertae (również Gliese 873) – gwiazda rozbłyskowa, czerwony karzeł znajdujący się w gwiazdozbiorze Jaszczurki w odległości około 16,5 lat świetlnych od Ziemi (5,08 parseka). 
Gwiazda EV Lacertae jest gwiazdą słabą, niewidoczną nieuzbrojonym okiem. Jej jasność wizualna wynosi 10,3m. Świeci z jasnością porównywalną do 1% jasności Słońca. Jednak wytworzyła ona najsilniejszy do tej pory zaobserwowany rozbłysk pochodzący od innej gwiazdy niż Słońce.  
Został on wykryty 25 kwietnia 2008 roku przez rosyjski przyrząd Konus zainstalowany na satelicie WIND, a następnie przez satelitę Swift pracującego w zakresie rozbłysków promieniowania gamma. Rozbłysk ten był obserwowany przez 8 godzin. Jego siła była na tyle duża, że spowodowała automatyczne wyłączenie instrumentów pokładowych satelity Swift.
W czasie jednego obrotu wokół własnej osi, trwającego 4 dni, EV Lacertae generuje silne pole magnetyczne, 100 razy silniejsze od pola magnetycznego Słońca. Energia wytworzona w polu magnetycznym stała się główną siłą olbrzymich rozbłysków. Młody wiek tej gwiazdy jest powodem, dla którego gwiazda szybciej się obraca i może generować tak potężne rozbłyski.